# Брандейдж, Джексон
Джексон Тимоти Брандейдж (англ. Jackson Timothy Brundage; род. 21 января 2001) — американский актёр. Известен по роли Джейми Скотта в популярном молодёжном сериале «Холм одного дерева».

## Биография
Мальчик родился в Лос-Анджелесе, штат Калифорния, в семье Ричарда Брандейджа и его жены. У него есть старшая сестра Вики Джоанн, младшая Джесмин Мэй и младший брат Паркер. Посещал академию восточных искусств «Rising Sun Karate Academy», увлекается европейским футболом, бейсболом, баскетболом и плаванием, играет со своими сёстрами и братом и собакой. Во время перерывов в съёмках играет в футбол со съёмочной группой.
С августа 2007 года семья мальчика переехала в Уилмингтон, штат Северная Каролина, где снимаются новые эпизоды сериала. Во время сезонных перерывов в съёмках живёт в Лос-Анджелесе.

## Фильмография

### Кино
| Кино | Кино                     | Кино             | Кино             | Кино       |
| Год  | Название                 | В оригинале      | Роль             | Примечания |
| ---- | ------------------------ | ---------------- | ---------------- | ---------- |
| 2006 | Любовь с привкусом лайма | Lime Salted Love | Чарли Аллан Смит |            |
| 2010 | Друзья Эйнштейна         | Einstein Pals    | Пабло            | Озвучка    |

### Телевидение
| Телевидение | Телевидение                | Телевидение   | Телевидение        | Телевидение                                       |
| Год         | Название                   | В оригинале   | Роль               | Примечания                                        |
| ----------- | -------------------------- | ------------- | ------------------ | ------------------------------------------------- |
| 2008        | Лас-Вегас                  | Las Vega      | Малыш Дэнни        | 1 эпизод                                          |
| 2008-2012   | Холм одного дерева         | One Tree Hill | Джеймс Лукас Скотт | 99 эпизодов                                       |
| 2010        | Морская полиция: Спецотдел | NCIS          | Томми Смит         | эпизод «Borderland»                               |
| 2012-2015   | Ох, уж этот папа           | See Dad Run   | Джо Хоббс          | Главная роль                                      |
| 2015        | Харви Бикс                 | Harvey Beaks  | Фу                 | Озвучка; 8 эпизодов (если считать Пилотную, то 9) |